# Valerie Hackl

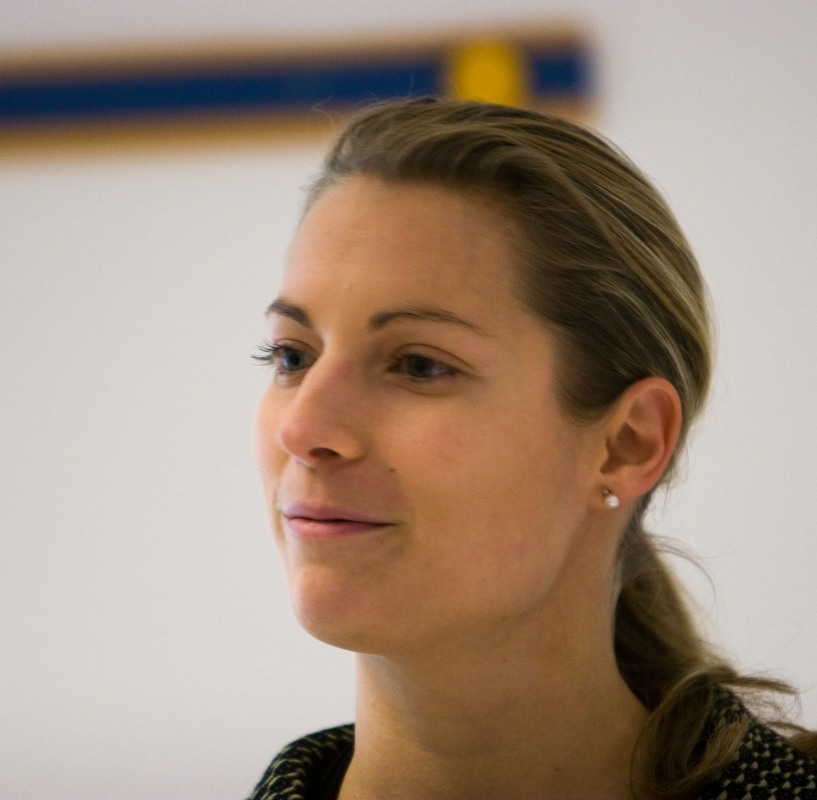
Valerie Hackl (2009)

Valerie Hackl (* 29. August 1982 in Wien) ist eine österreichische Managerin, Politikerin (parteilos) und ehemalige rhythmische Gymnastin. Seit 1. Jänner 2025 ist sie Geschäftsführerin der Gas Connect Austria. Zuvor war sie von 2015 bis 2018 Vorstandsmitglied der ÖBB-Personenverkehr AG und von 2019 bis 2024 Geschäftsführerin der Austro Control. Von 22. Mai bis 3. Juni 2019 war sie vorübergehend Bundesministerin für Verkehr, Innovation und Technologie.

## Leben
Hackl war von 1996 bis 1998 mehrfache Österreichische Staatsmeisterin in Rhythmischer Gymnastik und nahm auch an Europa- und Weltmeisterschaften teil. 2000 begann sie ein Studium der Betriebswirtschaftslehre an der Wirtschaftsuniversität Wien, das sie 2005 mit den Spezialisierungen Unternehmensführung und Entrepreneurship abschloss. Ihre Diplomarbeit widmete sie der Luftfahrtbranche. Ein Auslandssemester absolvierte sie an der University of British Columbia.
An der Universität St. Gallen wurde sie 2009 mit einer Dissertation zum Thema Social Franchising – Social Entrepreneurship: Aktivitäten multiplizieren zur Doktorin der Wirtschaftswissenschaften promoviert.
2005 begann sie ihre berufliche Laufbahn bei der Unternehmensberatung Bain & Company. 2012 wurde sie Assistentin des damaligen Vorstandsvorsitzenden der ÖBB-Holding AG Christian Kern, 2014 übernahm sie die Leitung der Konzernstrategie- und Unternehmensentwicklung der ÖBB. Von Dezember 2015 bis Juli 2018 war sie neben Evelyn Palla Vorstandsmitglied der ÖBB-Personenverkehr AG, wo sie die Bereiche Marketing, Fernverkehr und Digitale Mobilität verantwortete. 2016 erfolgte mit HELLÖ der Einstieg in das Geschäft mit Fernbussen. 2016 konzipierte sie anlässlich des Ausstiegs der DB aus dem Nachtzuggeschäft den ÖBB Nightjet und brachte ihn 2017 zur Umsetzung.
Von ihrem Vorgänger als Infrastrukturminister, Norbert Hofer (FPÖ), wurde sie zur Geschäftsführerin der Austro Control berufen, wo sie seit 1. Jänner 2019 aktuell mit Philipp Piber den Vorstand bildet.
Am 22. Mai 2019 wurde sie im Zusammenhang mit der Ibiza-Affäre als parteifreie Expertin in die Bundesregierung Kurz I berufen, in der sie in Norbert Hofers Nachfolge mit den Agenden des Bundesministeriums für Verkehr, Innovation und Technologie betraut wurde. Am 27. Mai 2019 sprach eine Mehrheit des österreichischen Nationalrates der gesamten Regierung Kurz das Misstrauen aus, so dass Hackl in der einstweiligen Bundesregierung Löger noch bis zur Angelobung des neuen Verkehrsministers Andreas Reichhardt mit den Amtsgeschäften betraut blieb.
Für die Dauer ihrer Ministertätigkeit war sie bei der Austro Control karenziert, wohin sie nach Ende ihrer Ministertätigkeit als Geschäftsführerin zurückkehrte. Am 1. Juli 2019 übernahm sie den Vorsitz im zentraleuropäischen Funktionalen Luftraumblock (FAB CE). Im Rahmen der 143. Generalversammlung wurde sie im Juli 2019 in den Vorstand des Kreditschutzverbandes von 1870 gewählt. Ihr Vertrag als Geschäftsführerin der Austro Control wurde bis Ende 2023 verlängert. Mit Mai 2024 folgte ihr Elisabeth Landrichter als Geschäftsführerin der Austro Control nach. 2024 wurde Hackl Aufsichtsratsmitglied von Ankerbrot, Strabag und der APK Pensionskasse. Im November 2024 wurde bekanntgegeben, dass sie mit 1. Jänner 2025 Harald Stindl als Geschäftsführerin der Gas Connect Austria nachfolgen soll.
Hackl soll den Namen der politischen Partei NEOS erfunden haben.

## Kritik
Gegenüber der Wirtschafts- und Korruptionsstaatsanwaltschaft hat der ehemalige Generalsekretär des Bundesministeriums für Finanzen, Thomas Schmid, ausgesagt, Hackl habe die Position bei der Austro Control durch Intervention von Sebastian Kurz bekommen. Kurz hätte damit gute Stimmung bei ihrem Lebensgefährten Rainer Nowak, dem Herausgeber der Tageszeitung Die Presse, machen wollen. Die Wirtschafts- und Korruptionsstaatsanwaltschaft ermittelte auch aufgrund einer anonymen Anzeige zu diesen Vorwürfen und erstellte einen ausführlichen Bericht, der im November 2022 publik wurde. Die Behauptungen ließen sich nicht belegen, die Ermittlungen wurden eingestellt. Weil sich der Anfangsverdacht nicht erhärtete, führte die Staatsanwaltschaft Nowak oder Hackl auch nie als Verdächtige oder Beschuldigte. Die veröffentlichte Chat-Kommunikation zwischen Schmid und Nowak führte zum freiwilligen Rückzug Nowaks als Herausgeber und Chefredakteur. Die Recherchen des "Standard" lieferten zu Hackls Jobrochade von der ÖBB zur Austro Control eine weitere (von Kritikern als sexistisch angesehene) Facette: Ex-FPÖ-Infrastrukturminister Norbert Hofer wurde gefragt, warum er Hackl von der ÖBB zur Austrocontrol versetzte. Dazu war im Standard folgendes zu lesen: "Hofer erklärte am Dienstag auf Anfrage, Hackl habe aus seiner Sicht als ressortzuständiger Infrastrukturminister nicht so gut in die "hemdsärmelige" ÖBB gepasst; er habe ihr in einem Gespräch die Austro Control vorgeschlagen; das Angebot habe sie nach einer Bedenkzeit angenommen." Die Regierung wechselte 2019 in Österreich wieder. Aus Türkis-Blau wurde Türkis-Grün. Die dann für das Ressort zuständige Grüne Infrastrukturministerin Leonore Gewessler bestätigte Hackl in ihrer Funktion. Ihre auf FPÖ-Ticket bei der ÖBB eingesetzte Nachfolgerin Michaela Huber wurde als Vorständin nicht verlängert und degradiert.